# Andrés Santamaría
Andrés Santamaría es un productor colombiano más conocido por su asociación con Sony Pictures Television, Teleset y RTI Producciones.

## Filmografía
| Año       | Título                        | Cargo               | Empresa productora               |
| --------- | ----------------------------- | ------------------- | -------------------------------- |
| 1995      | María Bonita                  | Jefe de producción  | RTI Televisión                   |
| 1997      | Dos mujeres                   | Jefe de producción  | RTI Televisión                   |
| 1997-1998 | Yo amo a Paquita Gallego      | Jefe de producción  | RTI Televisión                   |
| 1999-2000 | La caponera                   | Jefe de producción  | RTI Televisión                   |
| 2001      | Amantes del desierto          | Jefe de producción  | RTI Televisión                   |
| 2002      | Mi pequeña mamá               | Jefe de producción  | RTI Televisión                   |
| 2002-2003 | La venganza                   | Jefe de producción  | RTI Televisión                   |
| 2003-2004 | Pasión de gavilanes           | Jefe de producción  | RTI Televisión                   |
| 2004-2005 | Te voy a enseñar a querer     | Jefe de producción  | RTI Televisión                   |
| 2005-2006 | La tormenta                   | Jefe de producción  | RTI Televisión                   |
| 2007      | El Zorro: la espada y la rosa | Jefe de producción  | RTI Televisión                   |
| 2008      | La traición                   | Jefe de producción  | RTI Televisión                   |
| 2008-2009 | Doña Bárbara                  | Jefe de producción  | RTI Televisión                   |
| 2009-2010 | Bella calamidades             | Jefe de producción  | RTI Televisión                   |
| 2010      | El clon                       | Jefe de producción  | RTI Televisión                   |
| 2011      | Los herederos del Monte       | Productor general   | RTI Televisión                   |
| 2011-2012 | Flor salvaje                  | Productor general   | RTI Televisión                   |
| 2013      | Las Bandidas                  | Productor general   | RTI Televisión                   |
| 2017      | La querida del Centauro       | Productor ejecutivo | Sony Pictures Television Teleset |
| 2018      | La Guzmán                     | Productor ejecutivo | Sony Pictures Television Teleset |
| 2019      | La bandida                    | Productor ejecutivo | Sony Pictures Television Teleset |
| 2019      | Los elegidos                  | Productor ejecutivo | Sony Pictures Television Teleset |
| 2021      | Lala's Spa                    | Productor ejecutivo | RCN Television                   |
| 2021      | Los otros libertadores        | Productor general   | Latina Televisión Pelícano Films |